# فريدريك هوكينز
فريدريك هوكينز (11 ديسمبر 1888 - 12 سبتمبر 1975) (بالإنجليزية: Frederick Hawkins)‏ هو لاعب كريكت بريطاني (وحمل سابقاً جنسية المملكة المتحدة لبريطانيا العظمى وأيرلندا).